# لئو فان در پلویم
لئو فان در پلویم (هلندی: Leo van der Pluym؛ زادهٔ ۱۰ فوریهٔ ۱۹۳۵) دوچرخه‌سوار اهل هلند است.